# Suzanne Diskeuve
Suzanne Diskeuve war eine belgische Eiskunstläuferin, die im Paarlauf startete.
Ihr Eiskunstlaufpartner war Edmond Verbustel. Mit ihm zusammen gewann sie 1947 sowohl bei der Europameisterschaft in Davos wie auch der Weltmeisterschaft in Stockholm die Bronzemedaille bei Siegen ihrer Landsleute Micheline Lannoy und Pierre Baugniet.

## Ergebnisse

### Paarlauf
(mit Edmond Verbustel)
| Wettbewerb / Jahr     | 1947 |
| --------------------- | ---- |
| Weltmeisterschaften   | 3.   |
| Europameisterschaften | 3.   |

| Personendaten    | Personendaten             |
| ---------------- | ------------------------- |
| NAME             | Diskeuve, Suzanne         |
| KURZBESCHREIBUNG | belgischer Eiskunstläufer |
| GEBURTSDATUM     | 20. Jahrhundert           |